# Patrick Villars
Patrick Villars (21 maggio 1984) è un ex calciatore ghanese, di ruolo difensore.

## Carriera

### Club
Ha giocato nella prima divisione ghanese, in quella turca (5 presenze tra il 2001 ed il 2003 con il Trabzonspor, con cui nella stagione 2002-2003 ha anche vinto una Coppa di Turchia), in quella sudcoreana (11 presenze con il Bucheon SK tra il 2003 ed il 2004) ed in quella israeliana (oltre che in quella di Cipro Nord).

### Nazionale
Ha partecipato ai Mondiali Under-20 del 2001 (nei quali la sua nazionale è stata finalista perdente) ed ai Giochi Olimpici del 2004, nei quali ha giocato una partita.

## Palmarès

### Club

#### Competizioni nazionali
- Coppa di Turchia: 1

Trabzonspor: 2002-2003